# ویستون، ساسکس غربی
ویستون (به انگلیسی: ویستون) یک روستا و محله مدنی در بریتانیا است که در منطقه هورثهام واقع شده‌است. ویستون ۱۳٫۶۰ کیلومتر مربع مساحت و ۲۲۱ نفر جمعیت دارد.